# Ралерт, Андреас
Андреас Ралерт (нем. Andreas Raelert; родился 11 августа 1976 года в Ростоке, ГДР) — немецкий триатлет, выступающий в гонках на длинных дистанциях. Пятикратный призёр чемпионата мира Ironman в гонке на Гавайях (2009, 2010, 2011, 2012, 2015). Обладатель действующего мирового рекорда на «железной» дистанции.

## Карьера
Дважды представлял Германию на Олимпийских играх — в 2000 году в Сиднее был 12-м, в 2004 году в Афинах шестым.
Начиная с 2008 года Андреас принял участие во множестве стартов в соревнованиях Ironman и Half Ironman (или Ironman 70.3), неоднократно одерживая победы или занимая призовые места на них. Среди наиболее значимых успехов — пятикратный подиумный финиш на чемпионате мира Ironman на Гавайях (2009, 2010, 2011, 2012, 2015).
10 июля 2011 года Ралерт выиграл престижнейшую гонку Challenge Roth в немецком Роте на «железной» дистанции. Его результат 7 часов 41 минута 33 секунды стал мировым рекордом в гонках на "железной" дистанции.
| Дата            | Место | Соревнование               | Место проведения            | Результат  | Примечание                                                                                                  |
| --------------- | ----- | -------------------------- | --------------------------- | ---------- | --- |
| 10 октября 2015 | 2     | Ironman World Championship | США, Каилуа-Кона            | 08:17:43   | |
| 5 июля 2015     | 6     | Ironman Germany            | Германия Франкфурт-на-Майне | 08:09:53   | |
| 16 мая 2015     | DNF   | Ironman Texas              | США Те-Вудлендс             | –          | |
| 11 октября 2014 | 769   | Ironman World Championship | США Каилуа-Кона             | 10:49:09   | Испытывал проблемы с желудком на беговом этапе                                                              |
| 17 августа 2014 | 3     | Ironman Mont-Tremblant     | Канада Монт-Тремблант       | 08:38:31   | |
| 6 июля 2014     | DNF   | Ironman Germany            | Германия Франкфурт-на-Майне | –          | Сошёл на 25-м километре марафона, будучи на четвёртой позиции                                               |
| 12 октября 2013 | DNF   | Ironman World Championship | США Каилуа-Кона             | –          | |
| 30 июня 2013    | 1     | Ironman Austria            | Австрия Клагенфурт          | 07:59:51   | |
| 13 октября 2012 | 2     | Ironman World Championship | США Каилуа-Кона             | 08:23:40   | |
| 8 июля 2012     | 4     | Ironman Germany            | Германия Франкфурт-на-Майне | 08:17:36   | |
| 8 октября 2011  | 3     | Ironman World Championship | США Каилуа-Кона             | 08:11:07   | Второй лучший результат бегового этапа (2:47:48)                                                            |
| 7 августа 2011  | 316   | Ironman Regensburg         | Германия Регенсбург         | 10:21:05   | |
| 10 июля 2011    | 1     | Challenge Roth             | Германия Рот                | 07:41:33   | Победа с установлением нового мирового рекорда по времени прохождения «железной» дистанции                  |
| 9 октября 2010  | 2     | Ironman World Championship | США Каилуа-Кона             | 08:12:17   | Второе место на чемпионате мира Ironman – всего в 100 секундах позади австралийца Криса Маккормака          |
| 4 июля 2010     | 1     | Ironman Germany            | Германия Франкфурт-на-Майне | 08:05:15,7 | Титул чемпиона Европы                                                                                       |
| 10 октября 2009 | 3     | Ironman World Championship | США Каилуа-Кона             | 08:24:32   | Дебютная гонка на Ironman Hawaii (чемпионат мира Ironman). Второй лучший результат бегового этапа (2:51:04) |
| 5 июля 2009     | 4     | Ironman Germany            | Германия Франкфурт-на-Майне | 08:03:29,2 | |
| 6 апреля 2008   | 1     | Ironman Arizona            | США Темпе                   | 08:14:16   | Победа в дебютной гонке на «железной» дистанции с улучшением рекорда трассы более чем на 6 минут            |